# Новый Мир (Курская область)
Новый Мир — село в Льговском районе Курской области России. Входит в состав Селекционного сельсовета.

## География
Село находится на реке Речица (левый приток Сейма), в 45 км от российско-украинской границы, в 74 км к юго-западу от Курска, в 9 км к юго-западу от районного центра — города Льгов, в 2,5 км от центра сельсовета — посёлка Селекционный.
Климат
Новый Мир, как и весь район, расположен в поясе умеренно континентального климата с тёплым летом и относительно тёплой зимой (Dfb в классификации Кёппена).
Часовой пояс
Село Новый Мир, как и вся Курская область, находится в часовой зоне МСК (московское время). Смещение применяемого времени относительно UTC составляет +3:00.

## Население
| 2002 | 2010 |
| ---- | ---- |
| 99   | ↘70  |

## Инфраструктура
Личное подсобное хозяйство. В селе 57 домов.

## Транспорт
Новый Мир находится на автодорогe регионального значения 38К-017 (Курск — Льгов — Рыльск — граница с Украиной) как часть европейского маршрута E38, в 2 км от автодороги межмуниципального значения 38Н-375 (38К-017 – Фитиж), в 3,5 км от ближайшего ж/д остановочного пункта 387 км (линия 322 км — Льгов I).
В 149 км от аэропорта имени В. Г. Шухова (недалеко от Белгорода).